# Ariadna crassipalpa
Ariadna crassipalpa là một loài nhện trong họ Segestriidae.
Loài này thuộc chi Ariadna. Ariadna crassipalpa được John Blackwall miêu tả năm 1863.